# 全球青年領袖

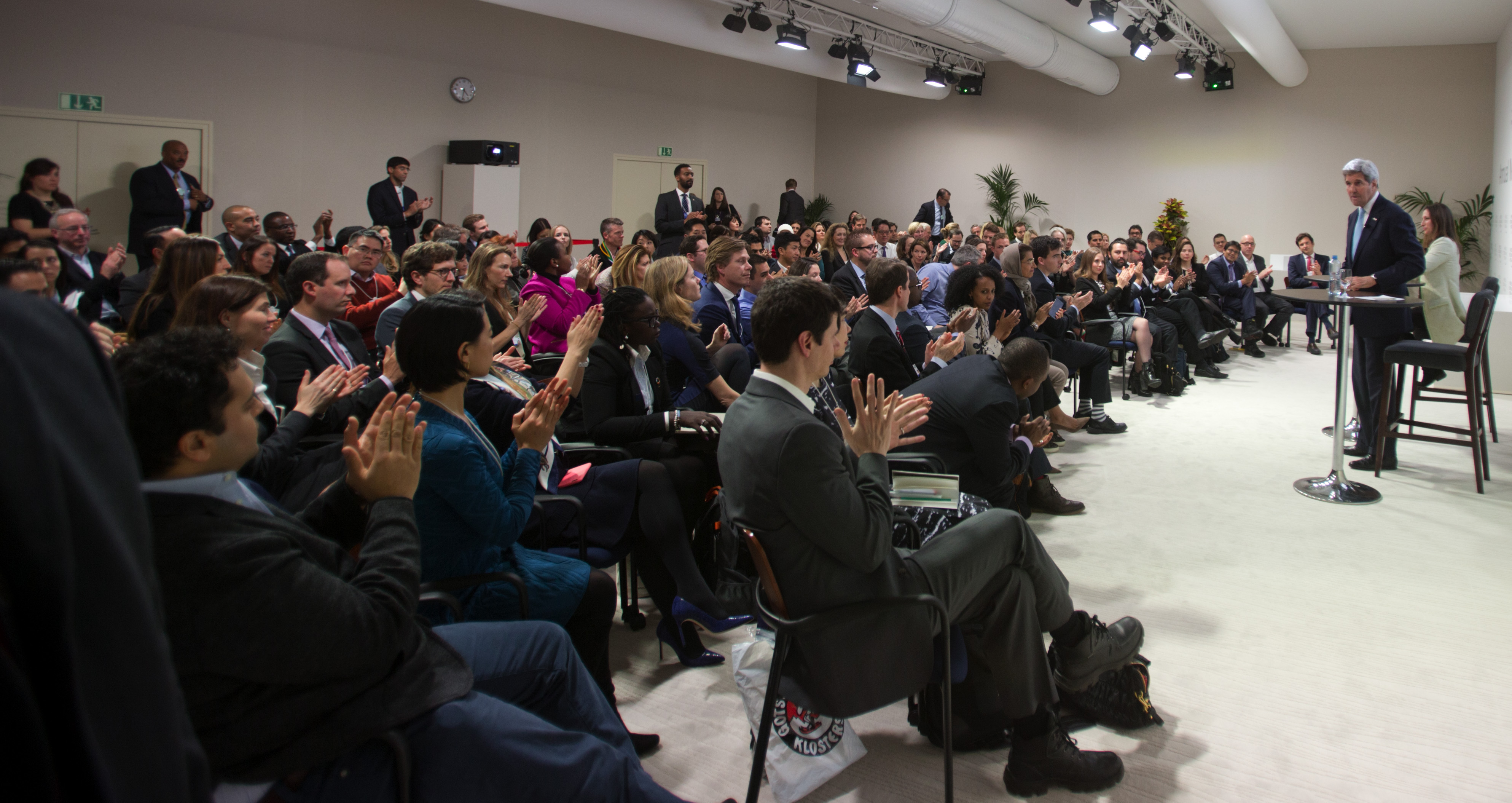
2016年時任美國國務卿的约翰·克里在全球青年領袖論壇發表講話。

全球青年領袖（英語：Young Global Leaders）是一個由800名由世界經濟論壇組織者挑選的人組成的非謀利團體。該組織由世界經濟論壇的創辦人克劳斯·施瓦布創立，總部位於瑞士日内瓦。

## 外部連結
- 官方网站